# Systoechus canescens
Systoechus canescens är en tvåvingeart som beskrevs av Hesse 1938. Systoechus canescens ingår i släktet Systoechus och familjen svävflugor. Inga underarter finns listade i Catalogue of Life.